# Spektrum Flyers
Spektrum Flyers var en Norsk ishockey klub fra Oslo, der spillede i eliteserien. Klubben eksisterede fra 1994 til 1996. Spektrum Flyers var et samarbejde mellem Manglerud/Star og Furuset Ishockey. Manglerud Star lånte sin plads i eliteserien til Spektrum Flyers. Spektrum Flyers spillede deres hjemmekampe i Oslo Spektrum.

## lidt historie
Spektrum Flyers Klubben, der skulle være den nye store investering i hockey i Oslo, så dagens lys i 1994. Seniorholdene i MS og Furuset blev slået sammen og gav stærk økonomisk opbakning. Hjemmekampene skulle finde sted i storsalen Oslo Spektrum, deraf navnet på skabningen. Der var store planer for både dominans i norsk hockey og migration til udenlandske eller kommende multinationale ligaer. Det gik så godt, og klubben rejste sig kun på knæ, før den var forbi. De havde stærke hold og klarede sig godt i sport, men publikum dukkede ikke op. Da der ikke blev opnået nogen aftale om leje i Oslo Spektrum (klubben spillede også hjemmekampe i Manglerud, Jordal og Gjøvik), blev hele operationen flyttet til Bergen inden slutspillet i 1996. Derefter takkede MS dem for deres samarbejde, og da det var deres sted, de spillede. i Eliteserien måtte de starte igen i 1. division. Ligesom Bergen Flyers mistede de deres opbakning og tilbragte syv år med at vende tilbage til eliten. Et antal Storhamar-spillere fik en kamp i den røde og blå dragt. Det var i december '94, da et stærkt forstærket Flyers mødte Wayne Gretzkys rejsende All Star-hold.

## Eksterne links
- Side om klubbens historie